# Francesco Rusticucci
Francesco Rusticucci (falecido em 1587) foi um prelado católico romano que serviu como bispo de Fano (1567–1587) e bispo de Venosa (1566–1567).

## Biografia
No dia 21 de agosto de 1566, Francesco Rusticucci foi nomeado Bispo de Venosa durante o papado de Pio V. A 21 de setembro de 1566, foi consagrado bispo por Scipione Rebiba, cardeal-sacerdote de Sant'Anastasia, com Giulio Antonio Santorio, arcebispo de Santa Severina, e Carlo Grassi, bispo de Corneto (Tarquinia) e Montefiascone, servindo como co-consagradores. No dia 31 de janeiro de 1567, foi nomeado por Pio V como Bispo de Fano, onde serviu como bispo até à sua morte em 1587.